# Leaky-Gut-Syndrom
Das Leaky-Gut-Syndrom (LGS; deutsch Syndrom des durchlässigen Darms) ist ein alternativmedizinisches, nicht einheitlich definiertes Konzept, für dessen Richtigkeit es keine wissenschaftlichen Beweise gibt. Beim Leaky-Gut-Syndrom soll die Barrierefunktion der Darmschleimhaut im Bereich des Dünndarms gestört sein, sodass Krankheitserreger (wie z. B. Bakterien), Pilze, Toxine und unvollständig verdaute Partikel aus dem Darm in den Blutkreislauf gelangen und diverse Erkrankungen auslösen.
Abzugrenzen ist das postulierte Leaky-Gut-Syndrom von der Tatsache, dass z. B. bei entzündlichen Darmkrankheiten wie Morbus Crohn oder Zöliakie, entzündungshemmende Schmerzmittel oder Alkoholismus die Durchlässigkeit der Darmschleimhaut erhöht sein kann, wobei gerade der Einfluss von Alkohol und Nikotin auf die Darmbarriere von Betroffenen unterschätzt wird; dies wird in der englischsprachigen Fachliteratur u. a. als „leaky gut“ (Permeabilitätsstörung, Darmbarrierestörung, Tight-Junction-Störung) bezeichnet. Grund hierfür sind unter anderem Änderungen bzw. Störungen der Tight Junctions des Darmepithel durch körpereigene Botenstoffe. Eine erhöhte Durchlässigkeit der Darmschleimhaut (intestinale Permeabilität) hat unter Umständen nützliche Effekte, wie eine verbesserte Aufnahme von Wasser und Nahrungsstoffen sowie immunsystemaktivierende Eigenschaften. Ein schädlicher Effekt wurde bisher nicht nachgewiesen, eine erhöhte Durchlässigkeit kann allenfalls zu einer milden, lokalen Reaktion in entsprechenden Darmabschnitt führen. Ob diese erhöhte Durchlässigkeit Folge, Ursache oder Begleiterscheinung ist, ist Gegenstand von Untersuchungen.

## Ursachen
Zahlreiche Ursachen sollen das Leaky-Gut-Syndrom begünstigen, beispielsweise Hefepilze, Nahrungsmittelunverträglichkeiten, Erkrankungen des Verdauungstraktes, Viren, Bakterien, Parasiten, Stress, Medikamente oder Alkoholkonsum. Diese Faktoren sollen unter anderem zu einem Ungleichgewicht in der Darmflora und einer Erhöhung der Durchlässigkeit bzw. „Löchern“ der Darmschleimhaut führen. Stoffe könnten in den Blutkreislauf eintreten, die sonst über den Stuhlgang ausgeschieden würden. Beispiele hierfür sind Giftstoffe, Pilze oder unverdaute Partikel. Eine Immunreaktion sei die Folge. Antikörper und Entzündungsstoffe würden gebildet, um die eintretenden Fremdkörper unschädlich zu machen. Es sei dann möglich, dass diese Antikörper auch die körpereigenen Zellen befallen.
Keine dieser Behauptungen konnte bezüglich eines Leaky-Gut-Syndroms wissenschaftlich nachgewiesen werden.

## Symptome
Das Leaky-Gut-Syndrom soll eine Reihe verschiedener Erkrankungen zur Folge haben: Diabetes, Allergien, Autismus, Autoimmunerkrankungen wie Rheuma, Multiple Sklerose, Lupus erythematodes oder ME/CFS. Des Weiteren sollen auch Asthma, Migräne oder Stimmungsschwankungen bis hin zur Depression auftreten können.
Der Zusammenhang dieser Symptome mit dem sogenannten Leaky-Gut-Syndrom ist jedoch rein spekulativ und konnte nie wissenschaftlich nachgewiesen werden, der Zusammenhang der Darmbarriere und deren erhöhter Durchlässigkeit („Leaky Gut“) mit gastrointestinalen Krankheitsbildern wie Reizdarmsyndrom, chronisch-entzündliche Darmerkrankungen, Zöliakie oder Nahrungsmittelallergien ist medizinisch hingegen gut etabliert.

## Therapie
Zur Behandlung des angeblichen Leaky-Gut-Syndroms werden diverse Nahrungsergänzungsmittel oder Phytotherapien, Einläufe, die Einnahme von Probiotika oder spezielle Diäten angeboten. Da jedoch nicht klar ist, wie das Leaky-Gut-Syndrom überhaupt zuverlässig diagnostiziert werden kann, kann eine Aussage über die Wirkung der angebotenen Therapien nicht getroffen werden.

## Diagnostik
Alternativmediziner bieten zur Diagnose des Leaky-Gut-Syndroms Blut- und Urinuntersuchungen an. Beim Lactulose-Mannitol-Test nimmt der Patient eine Lösung ein, die den Zweifachzucker Lactulose und den Zuckeralkohol Mannitol enthält. Nach einer bestimmten Zeit wird der Urin hinsichtlich dieser Bestandteile untersucht. Eine unübliche Menge der beiden Stoffe weise auf das Vorhandensein eines Leaky-Gut-Syndroms hin. Dieser Test wird von Ärzten in der Regel nicht verwendet und seine Zuverlässigkeit über die Aussage einer etwaigen intestinalen Permeabilität wurde wissenschaftlich als unzureichend eingestuft.
Eine weitere Möglichkeit, das sogenannte Leaky-Gut-Syndrom zu diagnostizieren, sei der Zonulin-Test. Zonulin ist ein Protein, das bei bestimmten Reizen von der Darmschleimhaut abgesondert wird und ihre Durchlässigkeit erhöht. Durch einen Serumtest wird die Menge des Zonulins im Blut bestimmt. Ein erhöhter Wert könne laut einiger Alternativmediziner auf ein Leaky-Gut-Syndrom hinweisen. Dieser Test hat auch bei einem Darmbarriereschaden („leaky gut“) keine Aussagekraft.